# Пречистенская башня

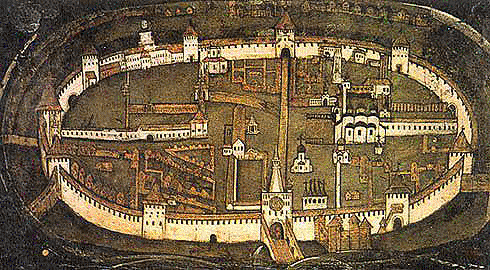
Пречистенская башня на фрагменте Михайловской иконы «Знамения Божией Матери», конца XVII века. Башня в центре нижней части

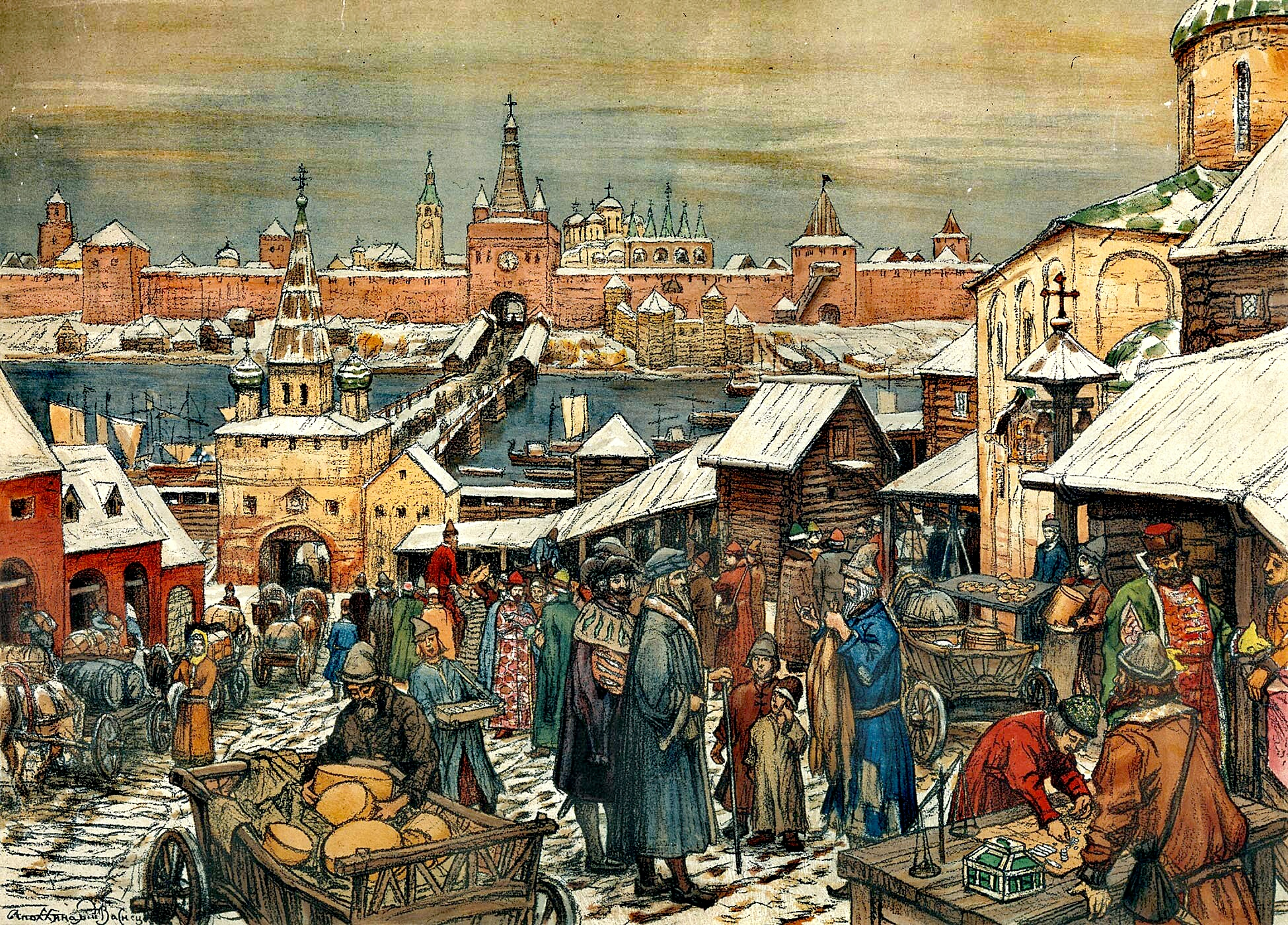
«Новгородский торг» — картина Аполлинария Васнецова. На заднем плане у моста — Пречистенская башня

Пречи́стенская башня — несохранившаяся четырёхугольная проезжая башня в восточной части Новгородского детинца. Выстроена в последний раз была в конце XV века. Через башню осуществлялся проезд на Великий Волховский мост с Софийской стороны на Торговую. Ныне на месте башни находится арка с выходом на Пешеходный мост через Волхов, а в нескольких метрах к северу — звонница Софийского собора.
По данным 1626 года, башня была внутренним размером 13,6 × 2,9 м. Над вратами был написан образ Пречистой Богородицы с Предвечным Младенцем, а выше над башней возвышался набатный колокол.
Название башни происходит от надвратной Пречистенской церкви 1195 года. В начале XIV века башня, вероятно, перестраивалась, а вновь сооружена на прежнем месте в конце XV веке. Башня (стрельница) у Богородицкой надвратной церкви упомянута в летописи под 1490 годом. В 1665—1667 гг., когда в верхней части башни надстроили палату для часов, башню венчали три деревянных шатра.
В 1686 году в башне случился пожар, и после восстановления по проекту С. Л. Елфимова в 1697—1700 гг. её венчали уже пять каменных шатров. На вершине центрального шатра был установлен двуглавый орёл, на четырёх других малых шатрах — прапоры с прорезанным профилем орлов.
7 мая 1745 года башня и надвратная церковь рухнули. Имелся проект по восстановлению разрушившегося строения, но он не был осуществлён; руины были разобраны в том же 1745 году. Существующая ныне кирпичная проездная Пречистенская арка была выстроена на месте рухнувшей башни в XIX веке.